# Птахокаліпсис: Шок і терор
«Птахокаліпсис: Шок і терор» (англ. Birdemic: Shock and Terror) — американський низькобюджетний романтичний фільм жахів 2010 року Джеймса Нгуєна, який виступив в ролі сценариста, режисера і продюсера. Натхненний фільмом Альфреда Гічкока «Птахи», «Птахокаліпсис» розповідає історію про кохання на тлі атаки птахів.
Фільм був профінансований самим Джеймсом Нгуєном з бюджетом 10 тис. доларів. Фільм став відомий через свою низьку якість операторської роботи, акторської гри, спецефектів, сценарію і монтажу і був названий критиками «Найгіршим фільмом всіх часів і народів». Після кінотеатрального релізу «Птахокаліпсис» придбав культовий статус, також як і «Кімната» Томмі Вайзо.

## Сюжет
Зграя орлів і стерв'ятників атакує жителів невеликого містечка. Багато людей гинуть. Ніхто не розуміє причини агресивної поведінки птахів. Двоє людей вирішують боротися проти птахів, але чи зможуть вони вижити під час Птахокаліпсису?

## У ролях
- Алан Баг — Род
- Вітні Мур — Наталі
- Адам Сесса — Ремзі
- Кетрін Бетча — Беккі
- Джені Кастер — С'юзен
- Колтон Осборн — Тоні
- Рік Кемп — Доктор Джонс
- Стівен Густавсон — Том Хілл
- Ерік Шварц — Білл Стоун
- Петті ван Еттінгер — Мати Наталі
- Мона Ліза Мун — Маі
- Денні Веббер — Рік
- Лора Кассіді — Телеведуча
- Грегор Мартін — Телеведучий
- Фрейзер Джерві, Ші Кларк — Члени банди
- Деміен Картер — Співак у нічному клубі
- Джейк Пеннінгтон — Кларк

## Виробництво
Нгуєн під час відпочинку в Каліфорнії написав сценарій для «Птахокаліпсису». Велика частина фільму була знята в затоці біля острова Хаф-Мун, а також в околицях селища. Виробництво фільму почалося в 2006 році і тривало чотири роки почасти через обмеження за часом, а також через фінансові труднощі.
Фільм містить посилання на відомий хоррор Альфреда Гічкока 1963 року «Птахи». Актриса Тіппі Хедрен, що знімалася у фільмі «Птахи», з'явилася в більш ранньому фільмі Нгуєна «Джулі і Джек». У «Птахокаліпсисі» є кадри з цього фільму, які показуються по телебаченню.
У фільмі також є кілька антивоєнних заяв. У коментарі до DVD режисер пояснив, що одним з перших джерел натхнення для фільму був антивоєнний фільм «Апокаліпсис сьогодні», і що в кінці фільму Птахи припинили напад, тому що вони хотіли миру, а також хотіли дати людям другий шанс допомогти навколишньому середовищу. Він додав, що в міру продовження виробництва на нього все більше впливав фільм Ела Гора «Незручна правда» про глобальне потепління. Цей фільм надихнув режисерів на створення серії фільмів жахів про птахів, включаючи фільми Хічкока, починаючи з фільмів «Вороння» і «Вісники судного дня».
Під час зйомок «Птахокаліпсису» Нгуєн просив актрису Уїтні Мур не спілкуватися зі своїм партнером Аланом Багом після робочого дня. У коментарі Мур сказала, що група не отримувала дозволу на зйомку в певних місцях, а просто з'являлася там, хоча іноді весь склад знімальної групи проганяли. Вона сказала, що в якийсь момент вони знімали громадську бігову доріжку, і Нгуєн став кричати на бігунів, які потрапляли в кадр, щоб вони не заважали зйомці. Мур заперечила, що не можна кричати на людей, не пов'язаних з фільмом. Режисер відповів тим, що не розмовляв з нею три тижні. Він давав їй вказівки, використовуючи її колегу Баг в якості посередника.
Бюджет фільму склав 10 000 доларів, а витрати на маркетинг виявилися більшими, ніж витрати на виробництво фільму і купівлю прав. У фільмі було не так багато членів знімальної групи, і на епізодичні ролі, які зазвичай виконуються членами знімальної групи, запрошували акторів. Мур відповідала за грим після того, як перші дві гримерки звільнилися. У титрах фільму використовуються вигадані імена членів знімальної групи, щоб вони виглядали більш законними.

## Маркетинг
У січні 2009 року Нгуєн відправився на кінофестиваль «Sundance», для просування свого фільму. Він роздавав перехожим листівки з фургона, прикрашеного опудалами птахів і паперовими знаками з написом «BIRDEMIC.COM» і «WHY DID THE EAGLES AND VULTURES ATTACKED?», а також орендував місцевий бар для показу фільму. Чутка про фільм в кінцевому підсумку привернула сайти Dread Central і Bloody Disgusting.
Трейлер фільму був показаний 30 липня 2009 року.

## Критика
«Птахокаліпсис» став відомий через низьку якість: критики відзначали бездарну акторську гру, погано написані діалоги, жахливий звук і монтаж, незграбну операторську роботу, безглуздий сюжет, дешеві спецефекти, що складаються з погано деталізованих і анімованих орлів і стерв'ятників, змодельованих в комп'ютерній графіці. Крім виконання фізично незручних повітряних маневрів (наприклад, обертання на 360°) вони плюються кислотою і вибухають з нереальним димом при ударі об землю і звуковим ефектом, що нагадує пікірування літака. Також було відзначено, що птахи з'явилися лише ближче до середини фільму.
У списку кращих фільмів 2009 року Bloody Disgusting вказав «Птахокаліпсис» серед своїх почесних згадок, назвавши його «кращим гіршим фільмом, який ви побачите в 2010 році». Huffington Post назвав «Птахокаліпсис» «воістину найгіршим фільмом, з коли-небудь створених». Variety написав, що в «Птахокаліпсисі» є «дурні діалоги, невірна музика, жахливий звук і спецефекти, дерев'яна акторська гра і примітивний монтаж, які необхідно побачити, щоб повірити: птахи пікірують і вибухають в червоно-жовтих клубах диму, і орли з картинок, грубо приклеєні на екран, з механічно змахують лише кінчиками крил». The Village Voice описав «Птахокаліпсис» як «ще один фільм у пантеоні улюблених треш-терпкейсів». Salon прокоментував «жахливу комп'ютерну графіку» і сказав, що «Птахокаліпсис» став «культовим хітом серед фанатів поганих фільмів».
В онлайн-огляді Independent Film Channel говориться, що фільм «зобов'язаний „Плану 9 з відкритого космосу” Едварда Вуда мол. з його сумішшю наднизькобюджетного кіновиробництва та екологічного послання». The New York Times написав про придбання культового статусу фільму, а The Guardian написав, що «Птахокаліпсис» має дерев'яну акторську гру, незграбну операторську роботу і грубі спецефекти, які доводять глядача тільки від сліз до сміху». Slate пише, що аспекти «Птахокаліпсис» можуть «здатися занадто поганими, щоб бути правдою... Невигадливість фільму починає функціонувати як свого роду галюцинаторне мистецтво..., і ми бачимо, як оповідний простір фільму постійно руйнується і відновлюється — криваві шви на його чолі, болти на шиї. Ця поламка може бути дуже неприємною і дивно заразливою».

## Посилланя
- Птахокаліпсис: Шок і терор на сайті IMDb (англ.)